# Arrondissement de Pogegen
L'arrondissement de Pogegen est de 1920 à 1939 une entité administrative du Territoire de Memel puis de Lituanie et du 22 mars 1939 au 30 septembre 1939 un arrondissement du district de Gumbinnen dans la province de Prusse-Orientale.

## Géographie
Le territoire de l'arrondissement comprend les parties de l'arrondissement de Tilsit et de l'arrondissement de Ragnit au nord du Memel, qui sont séparées du Reich allemand en 1920, sur une superficie totale d'environ 940 km².
La ville de Pogegen appartient maintenant à la Lituanie et compte environ 2 200 habitants. Le nom po-gegis fait référence à sa situation sur la rivière Gege ou Jäge et décrit un bosquet de forêts d'aulnes, de prairies de fauche et de champs que traverse la rivière.

## Histoire

### Territoire de Memel
Le 10 janvier 1920, le traité de Versailles entre en vigueur. Les parties des arrondissements de Ragnit et de Tilsit situées au nord du Memel ainsi que la ville de Tilsit sont cédées au Territoire de Memel. Ces deux parties sont réunies le 27 janvier 1920 pour former le nouveau arrondissement de Pogegen. La nouvelle commune de Panemunė (Übermemel) est créée le 8 mars 1920 à partir de la partie de la ville de Tilsit située au nord du Memel.
Au début, l'arrondissement est administré depuis Tilsit (au sud du Memel). Le 5 octobre 1920, l'administration de l'arrondissement déménage dans le nouveau bureau d'arrondissement à Pogegen. La Lituanie occupe le territoire de Memel en 1923 et cette annexion est reconnue par le droit international en 1924. En Lituanie, l'arrondissement forme la circonscription administrative de Pagėgių apskritis.

### Reich allemand
Le 22 mars 1939, le territoire de Memel et donc l'arrondissement de Pogegen reviennent au Reich allemand à la suite de l'ultimatum allemand contre la Lituanie. Il est intégré au district de Gumbinnen dans la province de Prusse-Orientale.
Le 1er octobre 1939, l'arrondissement de Pogegen est dissous :
- La partie principale de l'arrondissement de Pogegen est fusionnée avec l'arrondissement de Tilsit-Ragnit.
- Les communes d'Akmonischken (de), Alt Stremehnen, Altweide, Augskieken, Bersteningken, Coadjuthen, Galsdon-Joneiten, Heydeberg, Kassemecken, Kawohlen, Mädewald, Matzstubbern, Medischkehmen, Meischlauken, Pageldienen, Pakamonen, Passon-Reisgen, Peteraten, Plaschken, Pleine, Rucken, Schlauen, Skerswethen, Steppon-Rödßen, Stonischken, Szameitkehmen, Ußpelken et Wersmeningken sont intégrées dans l'arrondissement d'Heydekrug.
- La commune d'Übermemel redevient partie intégrante de l'arrondissement urbain de Tilsit.

## Administrateurs de l'arrondissement
- 1920–1921 00 Hardenberg (par intérim)
- 1921 0000000 Brackmann (par intérim)
- 1921 0000000 Kucklick (par intérim)
- 1921-1924 00 Arno Schulz
- 1924 0000000 Korsetz (par intérim)
- 1924-1926 00 Vongehr
- 1926–1939 00 Heinrich von Schlenther[2]
- 1939 0000000 Fritz Brix (de) (par intérim)

## Évolution de la démographie
| Année | Habitants | Source |
| ----- | --------- | ------ |
| 1924  | 38 613    | [ 1 ]  |
| 1925  | 38 987    | [ 1 ]  |
| 1938  | 42 138    | [ 1 ]  |

## Communes
Lors du rattachement au Reich allemand en 1939, l'arrondissement de Pogegen comprend 95 communes : 
- Absteinen
- Ackmonischken (de)
- Alt Stremehnen
- Altweide
- Annuschen
- Augsgirren
- Augskieken
- Baltupönen
- Barsuhnen
- Baubeln
- Bersteningken
- Birstonischken
- Bittehnen (de)
- Bojehnen
- Coadjuthen (de)
- Cullmen-Jennen
- Cullmen-Wiedutaten
- Dingken
- Eistrawischken
- Galsdon-Joneiten
- Gillanden
- Gillandwirßen
- Größpelken
- Gudden
- Heydeberg
- Jonikaten
- Kallehnen
- Kallwehlen
- Kampspowilken
- Kaßemeken
- Kawohlen
- Kellerischken
- Kerkutwethen
- Krakischken
- Krakonischken
- Kreywöhnen
- Lasdehnen
- Laugßargen (de)
- Lompönen
- Mädewald
- Mantwillaten
- Matzstubbern
- Medischkehmen
- Meischlauken
- Mikut-Krauleiden (de)
- Motzischken
- Nattkischken (de)
- Neppertlauken
- Pageldienen
- Pagulbinnen
- Pakamonen
- Passon-Reisgen
- Pellehnen
- Peteraten
- Piktupönen
- Plaschken
- Plauschwarren
- Pleine
- Pogegen
- Powilken
- Prussellen
- Robkojen
- Rucken
- Schäcken
- Schäferei Naußeden
- Schillgallen
- Schlaunen
- Schleppen
- Schmalleningken
- Schreitlaugken
- Schudienen
- Schustern
- Skerswethen
- Sokaiten
- Steppon-Rödßen
- Stonischken (de)
- Stumbragirren
- Szagmanten
- Szameitkehmen
- Szillutten
- Szugken
- Thomuscheiten
- Timstern
- Trakeningken
- Übermemel
- Ußballen
- Ußkullmen
- Ußpelken
- Wartulischken
- Wersmeningken
- Weßeningken
- Willkischken
- Winge
- Wischwill (de)
- Wittgirren

En outre, il y a les deux districts de domaine non constitués en commune de Forst Schmalleningken et de Forst Wischwill.